# Megaceras briansaltini
Megaceras briansaltini är en skalbaggsart som beskrevs av Brett C.Ratcliffe 2007. Megaceras briansaltini ingår i släktet Megaceras och familjen Dynastidae. Inga underarter finns listade i Catalogue of Life.